# Episodi de Il ritorno di Simon Templar
La prima e unica stagione della serie televisiva Il ritorno di Simon Templar è stata trasmessa in anteprima in Inghilterra da ITV tra il 10 settembre 1978 e il 11 marzo 1979.
| nº | Titolo originale                         | Titolo italiano | Prima TV UK       | Prima TV Italia |
| -- | ---------------------------------------- | --------------- | ----------------- | --------------- |
| 1  | The Judas Game                           |                 | 10 settembre 1978 |                 |
| 2  | The Nightmare Man                        |                 | 17 settembre 1978 |                 |
| 3  | Duel in Venice                           |                 | 24 settembre 1978 |                 |
| 4  | One Black September                      |                 | 1 ottobre 1978    |                 |
| 5  | The Village That Sold its Soul           |                 | 8 ottobre 1978    |                 |
| 6  | Assault Force                            |                 | 15 ottobre 1978   |                 |
| 7  | Yesterday's Hero                         |                 | 22 ottobre 1978   |                 |
| 8  | The Poppy Chain                          |                 | 29 ottobre 1978   |                 |
| 9  | The Arrangement                          |                 | 5 novembre 1978   |                 |
| 10 | The Armageddon Alternative               |                 | 12 novembre 1978  |                 |
| 11 | The Imprudent Professor                  |                 | 19 novembre 1978  |                 |
| 12 | Signal Stop                              |                 | 26 novembre 1978  |                 |
| 13 | The Roman Touch                          |                 | 3 dicembre 1978   |                 |
| 14 | Tower Bridge is Falling Down             |                 | 10 dicembre       |                 |
| 15 | The Debt Collectors                      |                 | 17 dicembre       |                 |
| 16 | Collision Course Part I: The Brave Goose |                 | 7 gennaio 1979    |                 |
| 17 | Collision Course Part II: The Sixth Man  |                 | 14 gennaio 1979   |                 |
| 18 | Hot Run                                  |                 | 21 gennaio 1979   |                 |
| 19 | Murder Cartel                            |                 | 28 gennaio 1979   |                 |
| 20 | The Obono Affair                         |                 | 4 febbraio 1979   |                 |
| 21 | Vicious Circle                           |                 | 11 febbraio 1979  |                 |
| 22 | Dragonseed                               |                 | 25 febbraio 1979  |                 |
| 23 | Appointment in Florence                  |                 | 4 marzo 1979      |                 |
| 24 | The Diplomat's Daughter                  |                 | 11 marzo 1979     |                 |